# Kowalewskaja-Kreisel
Der Kowalewskaja-Kreisel ist in der Kreiseltheorie einer der drei Kreiseltypen, deren Bewegungsgleichungen bei beliebigen Anfangsbedingungen analytisch gelöst werden können. Er ist ein schwerer symmetrischer Kreisel, dessen drei Hauptträgheitsmomente A, B und C die Bedingung A = B = 2C erfüllen, und dessen Massenmittelpunkt in der Ebene liegt, die von den zu A und B gehörenden Hauptachsen aufgespannt wird.
Sofja Wassiljewna Kowalewskaja gab die Entdeckung des Kreisels 1888 in einer preisgekrönten Arbeit über die Rotation eines Starrkörpers um einen Fixpunkt und gleich auch die Lösung der Euler-Poisson-Gleichungen bekannt. Für die Darstellung der Lösungsfunktionen benötigte Kowalewskaja etwa 50 Seiten, was die Komplexität der Bewegungsmöglichkeiten des Kreisels unterstreicht. Die Vereinfachung der Lösung und die Klassifizierung der Bewegungsmodi ist so aufwändig, dass sie die Wissenschaft noch bis ins 21. Jahrhundert beschäftigten.
Die Kowalewskaja-Konstante K = k² verschwindet für Staude-Drehungen, siehe die Animationen in Abb. 3 und 4. Das Bifurkationsdiagramm des Kowalewskaja-Kreisels ist durchsetzt mit Separatrizen, die Phasen, wo gleichartige, topologisch verwandte Bewegungstypen auftreten, voneinander trennen, siehe Abb. 5. Eine typische Bewegung des Kowalewskaja-Kreisels weist im körperfesten Raum der Drehimpulse Trajektorien auf, die einen ringförmigen Schlauch umlaufen und ihn dabei dicht ausfüllen, siehe Abb. 6a-d. Die Separatrizen sind die Phasengrenzen, in deren Zentren eine instabile periodische Bahn liegt. In fast allen Phasen durchläuft der Kreisel Gebiete stabilen und instabilen Verhaltens. Diese Tatsache kann mit Fomenko-Graphen skizziert werden, siehe Abb. 7. Poincaré-Schnitte sind eine weitere Möglichkeit das Verhalten zu veranschaulichen, indem wie in einer Landkarte die stabilen Bereiche eingefärbt werden, an deren Grenzen die Separatrizen liegen, siehe Abb. 8.
Der Kowalewskaja-Kreisel ist von kreiseltheoretischer Bedeutung und kann zur Modellierung gewisser Phänomene in stationären Strömungen inkompressibler Flüssigkeiten verwendet werden; eine technische Anwendung gibt es jedoch Anfang des 21. Jahrhunderts noch nicht.

## Realisierungen

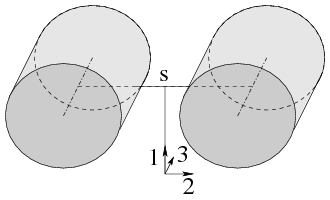
Abb. 1: Realisierung nach Schwarz
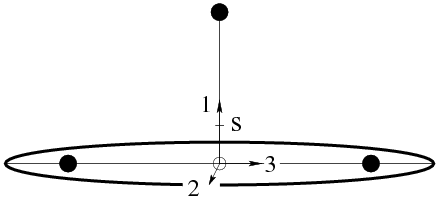
Abb. 2: Realisierung nach Richter

Das Trägheitsellipsoid des Kowalewskaja-Kreisels ist rotationssymmetrisch aber der Massenmittelpunkt befindet sich nicht auf der Symmetrieachse. Das ist nur bei inhomogener Massenverteilung möglich. Auf Hermann Schwarz geht eine Konstruktion mit zwei Zylindern zurück und P. H. Richter benutzte die Form mit einem Kreisring und drei Massenpunkten, die auch in den Animationen unten verwendet wurde. In den Abbildungen 1 und 2 bezeichnet s den Massenmittelpunkt und das Koordinatenkreuz den Stützpunkt.

## Phänomenologie

### Karussell-Bewegungen

Abb. 3: Stabile Karussell-Bewegung
Abb. 4: Instabile Karussell-Bewegung

Die Karussell-Bewegungen sind Staude-Drehungen des Kowalewskaja-Kreisels, bei denen der Kreisel um eine lotrechte Achse rotiert, die mit keiner der Hauptträgheitsachsen übereinstimmt. In Abb. 3 tut er das in stabiler Weise und in Abb. 4 ist der Schwerpunkt zu hoch und die Karussell-Bewegung wird instabil. In beiden Animationen wurde der Neigungswinkel zwischen der 1-Achse und der Lotlinie um 0,01 rad gegenüber dem anfänglichen Sollwert erhöht, was in Abb. 3 unbemerkt bleibt, in Abb. 4 jedoch zum periodischen Ausbrechen des Kreisels führt.
Karussell-Bewegungen entstehen unter den Bedingungen
n2 = q = p² + c n1 = k = 0.
siehe #Gleichgewichtslösungen.

### Bifurkationsdiagramm des Kowalewskaja-Kreisels

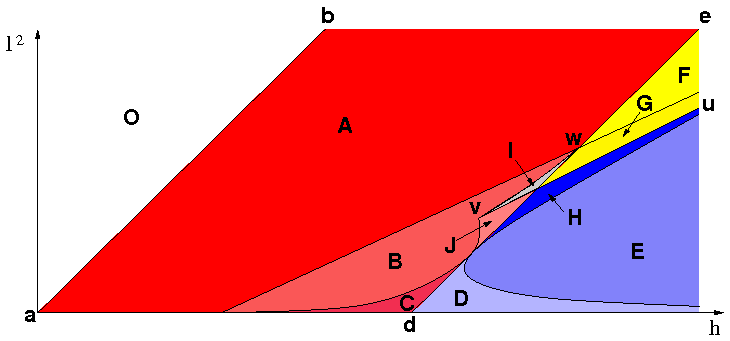
Abb. 5: Bifurkationsdiagramm des Kowalewskaja-Kreisels (schematisch)

Einen Eindruck von der Komplexität des Verhaltens des Kowalewskaja-Kreisels vermittelt das Bifurkationsdiagramm in Abb. 5. Bifurkation (Verzweigung) ist das Phänomen, dass ein System an einem kritischen Punkt in verschiedene Zustände verzweigen kann. So kann ein lotrecht stehender Stab bei kleiner Störung nach links oder rechts umfallen sofern er irgendwie an eine Ebene gebunden ist. Die Trennlinie zwischen den beiden Pfaden ist eine Separatrix, von der auch beim unsymmetrischen Euler-Kreisel eine existiert. Die Bewegungen entlang der Separatrizen sind oft instabil.
Die kritischen Punkte beim Kowalewskaja-Kreisel stellen sich bei bestimmten Werten der Gesamtenergie h und des vertikalen Drehimpulses l ein. Das Bifurkationsdiagramm wird durch die #Gleichgewichtslösungen in fünf Flächen geteilt, wobei in der weißen Fläche O unphysikalische Parameterkombinationen auftreten, die dem Kreisel verboten sind. Die eingefärbten Bereiche sind dem Kreisel zugänglich und er zeigt in den roten, gelben, blauen und grauen Gebieten jeweils topologisch ähnliches Verhalten.
Der linke Rand a–b definiert den lotrecht hängenden Kreisel, dessen Bewegung immer stabil ist, und die Linie d–e den lotrecht aufrechten Kreisel, dessen Bewegung immer instabil ist. Charakteristisch für den Kowalewskaja-Kreisel sind die Karussell-Bewegungen, die auf der Linie u-v-w stattfinden und die auf der Linie u–v stabil und im Bereich v–w instabil sind, siehe Abb. 3 und 4. Entlang der zusätzlich eingezeichneten Linien verzweigen die periodischen Orbits, die der Kreisel beim minimalen oder maximalen Wert der Kowalewskaja-Konstante verfolgt, siehe Abb. 7.
An den im Bifurkationsdiagramm eingezeichneten Linien finden Bifurkationen statt:
- A–F, C–D, G–H: Bifurkation der Energiefläche
- A–B, F–G: elliptische Pitchfork-Bifurkation
- D–E: hyperbolische Pitchfork-Bifurkation
- B–C, B–J: Tangenten Bifurkation
- E–H: hyperbolische Periodenverdoppelungsbifurkation

In den Gebieten dazwischen sind die Energieflächen einheitlich geblättert.
| Analytische Form des Bifurkationsdiagramms                                             |                                     |                         |                    |
| Die Tabelle gibt die analytischen Darstellungen der Phasengrenzen in Abb. 5 für c = 1. |                                     |                         |                    |
| Bifurkation                                                                            | Darstellung                         | Kowalewskaja- Konstante | Definitionsbereich |
| a–b                                                                                    | l = 2p, h = p2 - 1                  | k2 = ( p2 + 1 )2        | p > 0              |
| d–e                                                                                    | l = -2p, h = p2 + 1                 | k2 = ( p2 - 1 )2        | p > 0              |
| u–v                                                                                    | l = -p3 - p−1, h = 3⁄2 p2 + 1⁄2 p−2 | k2 = 0                  | 0 < p < 3−0,25     |
| v–w                                                                                    | l = -p3 - p−1, h = 3⁄2 p2 + 1⁄2 p−2 | k2 = 0                  | 3−0,25 < p < 1     |
| B–C, B–J                                                                               | l2 = 16⁄27 h3                       | k2 = 1 - h2/3           | 0 < h < √3         |
| A–B, F–G                                                                               | l2 = 2h                             | k2 = 0                  | h > 0              |
| E-D, E–H                                                                               | l2 = h ± √(h2 - 2)                  | k2 = l−4                | h > √2             |

### Familien gleicher Tori

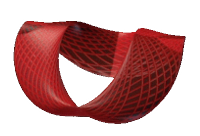
Abb. 6a: Trajektorien (Netz bildende Linien) und Torus (bräunlich schattiert) im Drehimpulsraum.
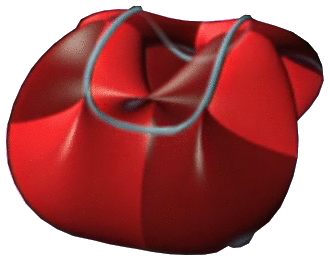
Abb. 6b: Separatrix mit instabilem periodischem Orbit (grau) im Zentrum
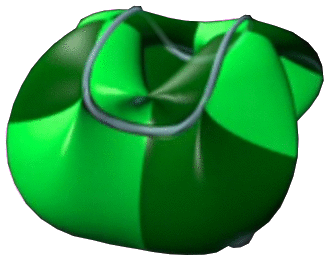
Abb. 6c: Andere Seite derselben Separatrix mit zwei zueinander symmetrischen Tori (grün).
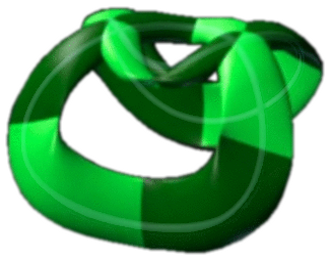
Abb. 6d: Tori bei kleinerer Kowalewskaja-Konstante gehen in stabile periodische Bahnen (grau) über.

Bei einer gegebenen Bewegung des Kowalewskaja-Kreisels sind die Gesamtenergie, der Drehimpuls in Lotrichtung und die Kowalewskaja-Konstante unveränderlich. Weil der Kowalewskaja-Kreisel ein integrables System darstellt, bewegt sich der Drehimpuls im körperfesten Hauptachsensystem auf einem ringförmigen Schlauch oder Torus und die Trajektorien füllen diesen dicht aus, siehe Abb. 6a. Der Torus kann sich dabei selbst durchdringen, die Außenseite ist heller als die Innenseite getönt. Bei gleicher Gesamtenergie und gleichem Drehimpuls in Lotrichtung verändern sich die Tori stetig mit der Kowalewskaja-Konstante und bilden eine Familie, was die Farbgebung andeuten soll. An einem Verzweigungspunkt, gehen die Tori in andere Familien über. Der Verzweigungspunkt ist eine Separatrix, die diesen angrenzenden Torifamilien gemeinsam ist, Abb. 6b und c. Im gezeigten Fall aus dem Gebiet B treffen in der Separatrix ein roter und zwei zueinander symmetrische grüne Tori zusammen. Im Zentrum der Separatrix liegt ein instabiler periodischer Orbit, den der Kreisel bei geringster Störung entlang der Separatrix verlässt, wobei er in einen der benachbarten Tori verzweigt. Nimmt die Kowalewskaja-Konstante zu oder ab, kann der Kreisel auf einen weiteren Verzweigungspunkt treffen, oder bei einem extremalen Wert der Konstanten in einem stabilen periodischen Orbit enden, wie dem grauen in Abb. 6d. Mit ansteigender Kowalewskaja-Konstante durchläuft der Kreisel in den Gebieten A bis J immer in gleicher Weise stabile Orbits, zwischen denen Separatrizen liegen. Das lässt sich mit Fomenko-Graphen versinnbildlichen.

### Fomenko-Graphen

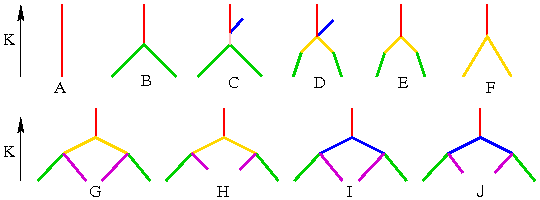
Abb. 7: Fomenko-Graphen

Die Abfolge der Bifurkationen bei zunehmender Kowalewskaja-Konstante lassen sich in Fomenko-Graphen darstellen, die in den Gebieten A bis J jeweils gleich geartet sind. In den freien Enden der Äste der Graphen finden stabile Bewegungen statt. Wo Äste verschiedener Farben aufeinander treffen findet eine Bifurkation entlang von Separatrizen statt. Die verschiedenen Farben gruppieren Bewegungstypen. Entlang der lila Äste beispielsweise finden karussellartige Bewegungen statt.

### Poincaré-Schnitte

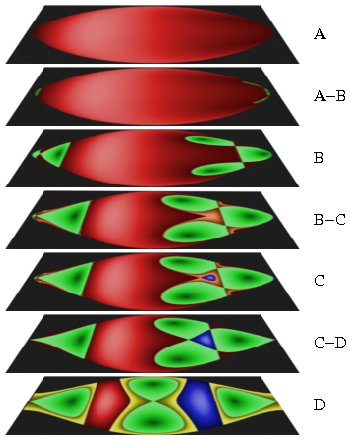
Abb. 8: Poincare-Schnitte entlang eines Pfades D-C-B-A im Bifurkationsdiagramm

Einen anschaulichen Eindruck vermitteln die Poincaré-Schnitte, siehe Abb. 8. Eine Trajektorie füllt im Phasenraum der Drehimpulse einen ringförmigen Schlauch, einen Torus, dicht aus. Die Tori werden durch die Kowalewskaja-Konstante k charakterisiert. Bei einem kritischen Wert von k entarten die Tori zu einer Separatrix, die einer instabilen periodischen Bahn entspricht.
Die Trajektorien des Kreisels werden mit einer Kugel verschnitten, die Oberfläche dieser Kugel gemäß der Familie der geschnittenen Tori eingefärbt und in die Ebene projiziert. Die Farben entsprechen den Familien der Tori und die Helligkeit wächst mit k. Die stabilen Orbits sind die hellen und dunklen Zentren der Flächen. Die Flächen werden durch Separatrizen getrennt, an denen deutliche Farbsprünge auftreten. Die Schnittpunkte von Separatrizen sind instabile periodische Orbits.
Zwischen D und C findet eine Bifurkation der Energiefläche statt und der gelbe Bereich verschwindet. Zwischen C und B verschwindet blau in einer Tangenten-Bifurkation. Zwischen B und A verschwindet grün in einer Pitchfork-Bifurkation.

## Lösung der Bewegungsgleichungen

### Euler-Poisson-Gleichungen
Aus Symmetriegründen kann die zu A gehörende erste Hauptträgheitsachse so gewählt werden, dass der Massenmittelpunkt des Kreisels auf ihr liegt. Damit spezialisieren sich die Euler-Poisson-Gleichungen beim Kowalewskaja-Kreisel zu
{\displaystyle {\begin{aligned}2{\dot {p}}=&qr\\2{\dot {q}}=&-rp-c\,n_{3}\\{\dot {r}}=&c\,n_{2}\\{\dot {n}}_{1}=&rn_{2}-qn_{3}\\{\dot {n}}_{2}=&pn_{3}-rn_{1}\\{\dot {n}}_{3}=&qn_{1}-pn_{2}\end{aligned}}}
Darin stehen p, q, r = ω1,2,3 für die Winkelgeschwindigkeiten, der Vektor {\displaystyle {\hat {n}}=-{\hat {e}}_{z}=n_{1}{\hat {e}}_{1}+n_{2}{\hat {e}}_{2}+n_{3}{\hat {e}}_{3}} für die Richtung der Gewichtskraft des Kreisels, jeweils ausgedrückt im mitrotierenden Hauptachsensystem, auf das sich die Indizes 1,2,3 beziehen. Der Parameter
{\displaystyle c={\tfrac {2mgs_{1}}{A}}={\tfrac {2c_{0}}{A}}={\tfrac {c_{0}}{C}}}
setzt sich aus der Masse m, der Schwerebeschleunigung g, dem Abstand s1 des Massenmittelpunkts vom Stützpunkt und dem Hauptträgheitsmoment A um die 1-Achse oder C um die 3-Achse zusammen. Die Konstante c quantifiziert die Wirkung der Gewichtskraft auf den Kreisel und mit c = 0 entsteht ein symmetrischer kräftefreier Euler-Kreisel.
Durch Skalierung der Zeit mit {\displaystyle {\sqrt {c}}} und der Winkelgeschwindigkeiten mit {\displaystyle {\sqrt {c}}^{\,-1}} entstehen Bewegungsgleichungen mit c = 1, sodass sie keinen freien Parameter mehr besitzen. Mathematisch reicht es aus, nur diesen einen Fall zu untersuchen. Kowalewskaja skalierte die Längen so, dass A = 2C = 2 wird.

### Integrale der Bewegung

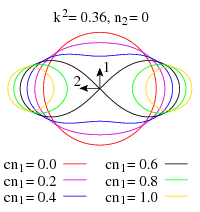
Abb. 9: Kurven mit k^{2} = 0,36 und n_{2} = 0 in Abhängigkeit von c n_{1} in der 1-2-Ebene

Wie bei jedem schweren Kreisel ist die Norm des Richtungsvektors der Gewichtskraft, der Drehimpuls in Lotrichtung und die Gesamtenergie E konstant:
{\displaystyle {\begin{aligned}{\hat {n}}\cdot {\hat {n}}=&n_{1}^{2}+n_{2}^{2}+n_{3}^{2}=1={\text{const.}}\\l:=&{\frac {{\vec {L}}\cdot {\hat {n}}}{C}}=2pn_{1}+2qn_{2}+rn_{3}={\text{const.}}\\h:=&{\frac {E}{C}}=p^{2}+q^{2}+{\frac {r^{2}}{2}}-{\frac {c}{2}}\,n_{1}={\text{const.}}\end{aligned}}}
Diese Konstanten werden in der Kreiseltheorie Integrale genannt, die ersten beiden auch Casimir-Invarianten. Die Gesamtenergie wird in der analytischen Mechanik auch als Hamilton-Funktion bezeichnet, was ihre Benennung mit h begründet. Beim Kowalewskaja-Kreisel gibt es noch ein viertes rationales Integral, die Kowalewskaja-Konstante
{\displaystyle K=k^{2}:=(p^{2}-q^{2}+c\,n_{1})^{2}+(2pq+c\,n_{2})^{2}}
die also nie negativ ist und nur von den Winkelgeschwindigkeiten und Komponenten der Gewichtskraft in der 1-2-Ebene abhängt. Im pqr-Raum der Winkelgeschwindigkeiten um die Hauptachsen definiert diese Konstante momentan also eine zylindrische Fläche mit in r-Richtung konstantem Querschnitt. Wegen K(p,q) = K(-p,-q) ist die Fläche zudem symmetrisch, siehe Abb. 9. Bei negativem c n1 tauschen p und q die Rollen und es entstehen an einer Diagonalen gespiegelte Figuren. Kowalewskaja benutzte k² als Bezeichnung, es ist aber auch K gebräuchlich.

### Gleichgewichtslösungen
Relative Gleichgewichte sind Fixpunkte der Kreiselgleichungen, die bei {\displaystyle {\dot {n}}_{1,2,3}={\dot {\omega }}_{1,2,3}={\dot {p}}={\dot {q}}={\dot {r}}=0}, also bei Konstanz dieser Größen, auftreten:
0 = q r
0 = -r p – c n3
0 = c n2
0 = r n2 – q n3
0 = p n3 – r n1
0 = q n1 – p n2
Somit folgt sofort n2 = 0 und bei q r = 0 sind zwei Fälle zu unterscheiden:
Fall 1, r=0
Aus r = 0 folgt weiter n3 = n2 = 0, also n1 = ±1, und daher schließlich auch q = 0. Dieser Fall entspricht dem lotrecht hängenden oder aufrechten Kreisel, was sich im Bifurkationsdiagramm in Abb. 5 auf den Linien a–b bzw. d–e wieder findet. Erstere Bewegung ist stabil, letztere instabil. Die Kowalewskaja-Konstante lautet hier k² = (p² ± c)², das Drehimpulsquadrat l² = 4p² und je nachdem l² < 4c oder l² > 4c unterscheidet sich der Typ der Instabilität. Die Bereiche werden in Abb. 5 durch den Punkt w getrennt, in dem eine Karussell-Bewegung mit k = 0 stattfindet.
Fall 2, q=0
Im zweiten Fall, q = 0, folgt r p = -c n3 und aus der vorletzten Euler-Poisson-Gleichung p² + c n1 = 0. In diesem Fall verschwindet daher die Kowalewskaja-Konstante k und es muss n1 < 0 sein, sodass der Kreisel ein aufrechter ist mit dem Massenmittelpunkt über dem Stützpunkt. Diese Bewegungen definieren die sogenannten Karussell-Bewegungen des Kreisels und finden sich im Bifurkationsdiagramm in Abb. 5 auf der Strecke u-v-w.

### Lagrange- und Hamilton-Funktion des Kowalewskaja-Kreisels
Die theoretische Behandlung des Kowalewskaja-Kreisels geschieht mit der Hamilton-Funktion, die gleich der Gesamtenergie des Kreisels ist. Eine mögliche Formulierung benutzt die lokalen Drehimpulskomponenten L1,2,3 und den Richtungsvektor der Lotlinie
{\displaystyle {\mathcal {H}}({\vec {L}},{\hat {n}})={\frac {E}{C}}={\frac {l_{1}^{2}}{4}}+{\frac {l_{2}^{2}}{4}}+{\frac {l_{3}^{2}}{2}}-cn_{1}}
mit
{\displaystyle l_{1}={\frac {L_{1}}{C}}=2p,\;l_{2}={\frac {L_{2}}{C}}=2q,\;l_{3}={\frac {L_{3}}{C}}=r}
Bei Benutzung der Euler-Winkel ψ, ϑ und φ schreibt sich das
{\displaystyle {\mathcal {H}}(\psi ,\vartheta ,\varphi ,p_{\psi },p_{\vartheta },p_{\varphi },)={\frac {E}{C}}={\frac {(p_{\psi }-p_{\varphi }\cos(\vartheta ))^{2}}{4\sin ^{2}(\vartheta )}}+{\frac {p_{\vartheta }^{2}}{4}}+{\frac {p_{\varphi }^{2}}{2}}-c\sin(\vartheta )\sin(\varphi )}
siehe Bezugssysteme und Euler-Winkel in der Kreiseltheorie. Darin sind
{\displaystyle {\begin{aligned}p_{\psi }=&{\frac {\partial {\mathcal {L}}}{\partial {\dot {\psi }}}}={\dot {\psi }}[1+\sin(\vartheta )^{2}]+{\dot {\varphi }}\cos(\vartheta )={\frac {L_{z}}{C}}={\text{const.}}\\p_{\vartheta }=&{\frac {\partial {\mathcal {L}}}{\partial {\dot {\vartheta }}}}=2{\dot {\vartheta }}\\p_{\varphi }=&{\frac {\partial {\mathcal {L}}}{\partial {\dot {\varphi }}}}={\dot {\psi }}\cos(\vartheta )+{\dot {\varphi }}\end{aligned}}}
die konjugierten Impulse zu den Winkeln und
{\displaystyle {\mathcal {L}}={\frac {{\dot {\psi }}^{2}}{2}}[1+\sin(\vartheta )^{2}]+{\dot {\psi }}{\dot {\varphi }}\cos(\vartheta )+{\frac {{\dot {\varphi }}^{2}}{2}}+{\dot {\vartheta }}^{2}+c\sin(\vartheta )\sin(\varphi )}
die Lagrange-Funktion des Kreisels.

### Kowalewskajas Ausarbeitung
Sofia Kowalewskaja gelang die Darstellung aller nötigen Variablen außer dem Präzessionswinkel ψ als hyperelliptische Funktionen der ersten Art, deren beide Argumente linear von der Zeit abhängen. Dazu nutzte sie Variablen s1,2, die zu einem gewissen Grad die Winkelgeschwindigkeiten p und q ersetzen. Sie ging dabei wie folgt vor.
Die Winkelgeschwindigkeiten p und q sowie die Richtungskomponenten n1,2 werden mit der imaginären Einheit i jeweils zu einer komplexen Größe zusammengefasst:
{\displaystyle x_{1}:=p+{\text{i}}q,\quad \xi _{1}:=n_{1}+{\text{i}}n_{2}.}
Mit den #Euler-Poisson-Gleichungen können die Zeitableitungen
{\displaystyle {\begin{aligned}{\dot {x}}_{1}=&{\dot {p}}+{\text{i}}{\dot {q}}=-{\frac {\text{i}}{2}}rx_{1}-{\frac {\text{i}}{2}}c\,n_{3}\\{\dot {\xi }}_{1}=&{\dot {n}}_{1}+{\text{i}}{\dot {n}}_{2}=-{\text{i}}r\xi _{1}+{\text{i}}n_{3}x_{1}\end{aligned}}}
gebildet werden, aus denen n3 eliminiert werden kann:
{\displaystyle 2x_{1}{\dot {x}}_{1}+c{\dot {\xi }}_{1}={\frac {\mathrm {d} }{\mathrm {d} t}}(x_{1}^{2}+c\xi _{1})=-{\text{i}}r(x_{1}^{2}+c\xi _{1})\quad \rightarrow \quad {\frac {\mathrm {d} }{\mathrm {d} t}}\ln(x_{1}^{2}+c\xi _{1})=-{\text{i}}r}
Darin steht ln für den natürlichen Logarithmus. Das gleiche Verfahren führt mit den konjugiert komplexen Größen {\displaystyle x_{2}:={\bar {x}}_{1},\xi _{2}:={\bar {\xi }}_{1}} zu {\displaystyle {\tfrac {\mathrm {d} }{\mathrm {d} t}}\ln(x_{2}^{2}+c\xi _{2})={\text{i}}r} und die Summe liefert das reelle, nicht negative Integral
{\displaystyle {\frac {\mathrm {d} }{\mathrm {d} t}}\ln(x_{1}^{2}+c\xi _{1})+{\frac {\mathrm {d} }{\mathrm {d} t}}\ln(x_{2}^{2}+c\xi _{2})=0\quad \rightarrow \quad k^{2}:=(x_{1}^{2}+c\xi _{1})(x_{2}^{2}+c\xi _{2})={\text{const.}}}
Mit den Variablen x1,2 konnte Kowalewskaja auch r, n3 sowie ξ1,2 ausdrücken.
Die Zeitableitungen stellte Kowalewskaja mit neuen Variablen s1,2 dar, die Nullstellen der Funktion 2. Grades
{\displaystyle p(s)=(x_{1}-x_{2})^{2}\left(s-{\frac {1}{2}}l_{1}\right)^{2}-R(x_{1},x_{2})\left(s-{\frac {1}{2}}l_{1}\right)-{\frac {1}{4}}R_{1}(x_{1},x_{2})}
in s sind, worin die Koeffizienten
{\displaystyle {\begin{aligned}R_{1}(x_{1},x_{2})=&-6l_{1}x_{1}^{2}x_{2}^{2}-(c^{2}-k^{2})(x_{1}+x_{2})^{2}-4lc(x_{1}+x_{2})x_{1}x_{2}+6l_{1}(c^{2}-k^{2})-4l^{2}c^{2}\\R(x_{1},x_{2})=&-x_{1}^{2}x_{2}^{2}+6l_{1}x_{1}x_{2}+2lc(x_{1}+x_{2})+c^{2}-k^{2}\end{aligned}}}
Polynome in x1,2 sind und l1 = h/3 ist. Für die Nullstellen s1,2 berechnen sich die Zeitableitungen
{\displaystyle {\dot {s}}_{1}={\frac {\sqrt {R_{5}(s_{1})}}{s_{1}-s_{2}}},\quad {\dot {s}}_{2}={\frac {\sqrt {R_{5}(s_{2})}}{s_{2}-s_{1}}}}
oder gleichbedeutend
{\displaystyle {\begin{aligned}0=&{\frac {\mathrm {d} s_{1}}{\sqrt {R_{5}(s_{1})}}}+{\frac {\mathrm {d} s_{2}}{\sqrt {R_{5}(s_{2})}}}\\\mathrm {d} t=&{\frac {s_{1}\mathrm {d} s_{1}}{\sqrt {R_{5}(s_{1})}}}+{\frac {s_{2}\mathrm {d} s_{2}}{\sqrt {R_{5}(s_{2})}}}\end{aligned}}}
Darin ist
{\displaystyle R_{5}(s)=-(4s^{3}-g_{2}s-g_{3})\left(s-{\frac {1}{2}}(l_{1}+k)\right)\left(s-{\frac {1}{2}}(l_{1}-k)\right)}
ein Polynom 5. Grades in s und
{\displaystyle {\begin{aligned}g_{2}=&k^{2}-c^{2}+3l_{1}^{2}\\g_{3}=&l_{1}(k^{2}-c^{2}-l_{1}^{2})+l^{2}c^{2}\end{aligned}}}
sind Konstanten der Bewegung. Der erste Faktor im Polynom R5 hat einen direkten Bezug zur Weierstraß’schen ℘-Funktion. Der Zusammenhang der Differentiale ds1,2 impliziert, dass sich s1,2 als Quotienten von Theta-Funktionen, deren Argumente lineare Funktionen der Zeit sind, ausdrücken lassen.
Damit ist das Problem im Prinzip gelöst. Kowalewskaja zeigte auf weiteren 50 Seiten, wie alle Variablen mit hyperelliptischen Funktionen dargestellt und mit ihnen beliebige Anfangsbedingungen berücksichtigt werden können. Die Materie ist derart kompliziert, dass es die Wissenschaft noch über ein Jahrhundert beschäftigte, diese Lösungen zu untersuchen und ihre Eigenschaften herauszuarbeiten.